# Thành Nghị
Thành Nghị (tiếng Trung: 成毅; bính âm: Chéng Yì) có tên thật là Phó Thi Kỳ (tiếng Trung: 傅诗淇; bính âm: Fu ShiQi), là một nam diễn viên người Trung Quốc. Anh sinh ngày 17 tháng 5 năm 1990 tại Hồ Nam, tốt nghiệp Học viện Hý kịch Trung ương (khoa diễn xuất năm 2012).

Anh được biết đến nhiều nhất qua vai nam chính Vũ Tư Phượng trong bộ phim Lưu Ly (năm 2020), Châu Diệc An trong Ranh Giới (năm 2022) và Lý Liên Hoa/ Lý Tương Di trong Liên Hoa Lâu (năm 2023). Những bộ phim đang được quan tâm và chờ đợi của anh sắp tới là Anh Hùng Chí, Hồ Yêu Tiểu Hồng Nương - Vương Quyền Thiên, Phó Sơn Hải, Trường An Hai Mươi Bốn Kế,...
''Diễn viên là nghề của tôi, đằng sau màn ảnh tôi chỉ là một người bình thường. Bởi vì nhân vật trong phim mà tôi nhận được sự yêu mến và ủng hộ của các bạn khán giả, cảm ơn các bạn rất nhiều. Từ nhân vật mà đến, rồi lại trở về với nhân vật. Tôi sẽ tiếp tục cố gắng. Cảm ơn mọi người.'' - Trích trả lời phỏng vấn của Thành Nghị tại đêm hội GQ, 12/2022

## Tiểu sử
Trong buổi trò chuyện với chương trình ẩm thực của kênh tianfutv.com Thành Nghị đã chia sẻ, bản thân gia đình anh có truyền thống gia nhập Quân Đội: chú, cậu, anh trai họ, em trai họ đều là người trong quân ngũ. Cũng vì truyền thống gia đình như vậy, nên mẹ anh ấy sớm đã quy hoạch cuộc đời cho anh ấy sẵn hết rồi. Vốn dĩ là anh ấy sẽ đi theo truyền thống gia đình,sẽ nhập ngũ vào quân đội, giấy tờ lúc đó cũng đã chuẩn bị sẵn sàng xong xuôi , sau khi xuất ngũ thì có thể kết hôn, sinh con. Nhưng vì bản thân anh ấy cũng có ước mơ riêng của mình, nên đã thuyết phục gia đình, quyết tâm lặn lội từ quê nhà Hồ Nam lên Bắc Kinh để tìm kiếm một cơ hội mới cho tương lai. 
Theo thông tin bài báo Thành Nghị chia sẻ với Sina, lúc vừa lên Bắc Kinh, anh ấy đã bị cướp hết tiền, vì sợ gia đình lo lắng mà anh đã quyết tâm giấu chuyện mình bị cướp, sau đó ngủ ngoài công viên mấy đêm liền. Sau cùng, người nhà biết tin cũng gửi tiền lên giúp. Cứ như thế mà Thành Nghị đã miệt mài ở lại Bắc Kinh học tập rồi lập nghiệp. 
Vì hoàn cảnh gia đình, từ nhỏ Thành Nghị ở với bà Nội, vốn là gia đình có truyền thống gia giáo, nền tảng Quân nhân, nên từ nhỏ anh ấy luôn sống rất nghiêm khắc với chính mình. Thành Nghị cũng là một người rất quý trọng tình cảm gia đình, có lẽ vì tuổi thơ sống xa bố mẹ nhiều, và cũng vì người nuôi dạy anh ấy là bà nội, nên anh ấy luôn nhắc fan hâm mộ, hãy dành thời gian cho gia đình nhiều hơn.

## Sự nghiệp diễn xuất
Thành Nghị từng được đạo diễn nổi tiếng Lý An khen ngợi là người có đôi mắt sạch sẽ, ánh mắt anh khí, thông minh. Tưởng chừng như sau khi thi đỗ và tốt nghiệp Học viện Hý kịch Trung ương - cái nôi của những ngôi sao phim ảnh nổi tiếng hàng đầu Hoa ngữ, con đường nghệ thuật tương lai của anh sẽ thênh thang rộng mở. Vậy nhưng mỹ nam sinh năm 1990 vẫn liên tục đối diện với nhiều trắc trở dù trong lòng chất chứa những hoài bão lớn lao với môn nghệ thuật thứ 7.
Nam diễn viên từng ôm bộ sơ yếu lý lịch tới rất nhiều đoàn phim để tìm kiếm một cơ hội thử vai, tuy nhiên Thành Nghị chỉ nhận được cái lắc đầu từ chối của đạo diễn và các nhà sản xuất phim. Không có nhà đầu tư, không kim chủ cũng chẳng có một công ty quản lý lớn để "chống lưng", sự nghiệp diễn xuất của nam diễn viên tưởng chừng như đã đứt gánh ngay từ khi mới nhen nhóm.
Vai diễn đầu tay của Thành Nghị là một vai diễn nhỏ Tiểu Tiểu Hùng trong Giao Thừa - một bộ phim điện ảnh được sản xuất vào năm 2009  thế nhưng phải đến năm 2012 bộ phim mới được công chiếu.
Đến năm 2011 thì Thành Nghị không nhận được vai diễn nào nữa. Mãi đến tháng 10/2011- khi Đường cung mỹ nhân thiên hạ (khởi quay vào năm 2010) được phát sóng những nỗ lực của nam diễn viên sinh năm 1990 mới được đền đáp xứng đáng khi anh nhận được vai phụ đầu tiên trong bộ phim, anh bắt đầu được một số đạo diễn biết đến sự tồn tại của mình và trở nên bận rộn hơn, dù chỉ diễn một vai nhỏ là Phùng Tiểu Bảo.
Tuy nhiên, bước đệm này vẫn không thể giúp cho sự nghiệp của Thành Nghị khởi sắc.
Năm 2012, Thành Nghị tham gia diễn xuất trong phim điện ảnh Quỷ Ái và Quá Muộn Để Yêu Em。, cả hai đều là vai nam chính. Một là phim kinh dị, một là phim tâm lý, tình cảm. Tuy Quỷ Ái và Quá Muộn Để Yêu Em không phải là một đối thủ phòng vé đáng gờm, nhưng qua đây, Thành Nghị đã phần nào khẳng định được khả năng của bản thân vì dù mới vào nghề nhưng lại có diễn xuất khá ổn định.
Năm 2013 anh không đến phim trường, thời gian này, Thành Nghị chủ yếu xuất hiện với tư cách là một người mẫu. Tuy nhiên, khi Quá Muộn Để Yêu Em phát sóng vào năm 2013。, Thành Nghị vẫn để lại ấn tượng khá đặc biệt vì chính anh là người đã hát bài "Minh liễu" cho phim.
Năm 2014, Thành Nghị quay lại màn ảnh rộng với vai nam chính Cao Mộ Nam trong phim điện ảnh Túc Xá Nữ Sinh, và vai nam phụ (bạn trai của Đổng Tiểu Diệp) trong phim truyền hình Đổng Tiểu Thư.
Năm 2015, anh nhận phim điện ảnh Không Thể Nào với vai phụ Điền Dã. Đến ngày 2/12/2015 Hoan Thụy chính thức khởi động dự án dự án cấp S Thanh Vân Chí (2015 - 2016) tại phim trường Hoành Điếm, Thành Nghị gia nhập đoàn, nhận vai Lâm Kinh Vũ. Vai diễn này chính là bước ngoặt đầu tiên trong sự nghiệp của Thành Nghị。, vì đã đưa độ phổ biến của anh tăng cao. Sau khi gây được tiếng vang, công ty chủ quản của nam diễn viên dường như đã "bỏ quên" mất Thành Nghị. Trong khoảng thời gian gần một năm, nam diễn viên không tham gia bất cứ hoạt động thương mại hay gia nhập các đoàn phim khác mà chỉ thỉnh thoảng lên mạng giao lưu cùng người hâm mộ.
Trong suốt năm 2017, Thành Nghị không có cơ hội tái ngộ khán giả qua màn ảnh nhỏ lẫn màn ảnh rộng.
Tháng 2 năm 2019, Thành Nghị nhận quay Lưu Ly Mỹ Nhân Sát trong phim anh thủ vai chính Vũ Tư Phượng cùng với nữ diễn viên Viên Băng Nghiên vai Chử Toàn Cơ. Với vai diễn này Thành Nghị đang từng bước chinh phục trái tim người hâm mộ, trở thành cái tên quen thuộc xuất hiện trên nhiều bảng xếp hạng. Đến ngày 6/6/2019 thì phim Đạo Mộ Bút Ký lên sóng. Cuối năm anh nhận bộ phim Mê Cục Phá chi Thâm Tiềm.
Tháng 7 năm 2020 dự án Mộng Tỉnh Trường An (sau đổi thành Dữ Quân Ca) chính thức khởi động. Bộ phim do Thành Nghị và Trương Dư Hi đóng chính này đã phát hành vào 8/8/2021. Thành Nghị đóng vai nam chính Tề Diệm (tên cũ là Lý Viêm).

## Danh sách phim

### Phim truyền hình
| Năm khởi quay | Năm phát sóng | Tên phim                                                                             | Vai diễn                                     | Bạn diễn                                                                   | Ghi chú   |
| ------------- | ------------- | ------------------------------------------------------------------------------------ | -------------------------------------------- | -------------------------------------------------------------------------- | --------- |
| 2010          | 2011          | Đường Cung Mỹ Nhân Thiên Hạ (唐宫美人天下)                                           | Phùng Tiểu Bảo                               | Lý Tiểu Lộ, Trương Đình, Minh Đạo                                          | Vai phụ   |
| 2011          | 2012          | Nữ Nhân Của Vua (王的女人)                                                           | Chai Tou (tùy tùng)                          | La Tấn, Trần Kiều Ân, Minh Đạo, Viên San San, Kim Sa, Đồng Lệ Á, Trần Hiểu | Vai phụ   |
| 2013          | Chưa chiếu    | Tình Yêu Trong Giông Tố (Love When the Wind Is Rising) (爱在风起云涌时)              | Lý Bái Quân                                  | Lý Lập Quần, Doãn Chính                                                    | Thứ chính |
| 2014          | 2014          | Đổng Tiểu Thư (懂小姐)                                                               | Bạn trai Đổng Tiểu Diệp                      | Trương Diệp, Trương Hiểu Long                                              | Vai phụ   |
| 2015 - 2016   | 2016          | Thanh Vân Chí (青云志) Phần 1 & 2                                                    | Lâm Kinh Vũ                                  | Lý Dịch Phong, Triệu Lệ Dĩnh, Dương Tử, Tần Tuấn Kiệt                      | Thứ chính |
| 2018          | 2019          | Đạo Mộ Bút Ký: Nộ Hải Tiềm Sa & Tần Lĩnh Thần Thụ (怒海潜沙 & 秦岭神树)              | Trương Khởi Linh                             | Hầu Minh Hạo, Lý Mạn                                                       | Thứ chính |
| 2018          | 2022          | Giang Sơn Kỷ - Sơn Hà Nguyệt Minh (山河月明)                                         | Chu Đệ thời niên thiếu                       | Phùng Thiệu Phong, Trần Bảo Quốc, Dĩnh Nhi                                 | Thứ chính |
| 2018 - 2019   | 2020          | Trường An Nặc (长安诺)                                                               | Tiêu Thừa Húc                                | Triệu Anh Tử, Hàn Đống                                                     | Nam chính |
| 2019          | 2020          | Lưu Ly (琉璃)                                                                        | Vũ Tư Phượng                                 | Viên Băng Nghiên                                                           | Nam chính |
| 2019 - 2020   | 2024          | Thâm Tiềm (深潜) - Deep Lurk (Tên cũ: Mê Cục Phá Chi Thâm Tiềm - 迷局破之深潜)       | Vân Hoằng Thâm                               | Dĩnh Nhi                                                                   | Nam chính |
| 2020          | 2021          | Dữ Quân Ca (与君歌) (Tên cũ: Mộng Tỉnh Trường An)                                    | Tề Diệm                                      | Trương Dư Hi                                                               | Nam chính |
| 2020 - 2021   | 2023          | Gió Nam Hiểu Lòng Tôi (南风知我意)                                                   | Phó Vân Thâm                                 | Trương Dư Hi                                                               | Nam chính |
| 2021          | 2021          | Lý Tưởng Chiếu Rọi Trung Quốc (Faith Makes Great) - Phần phim: Trận Địa Của Chúng Ta | Quan Sùng Quý                                |                                                                            | Nam chính |
| 2021          | 2022          | Trầm Vụn Hương Phai (沉香如屑)                                                       | Ứng Uyên Đế Quân - Đường Châu - Huyền Dạ     | Dương Tử                                                                   | Nam chính |
| 2022          | 2022          | Ranh Giới (底線)                                                                     | Châu Diệc An                                 | Cận Đông, Thái Văn Tịnh                                                    | Nam chính |
| 2022          | 2023          | Liên Hoa Lâu (莲花楼) (Mysterious Lotus Casebook)                                    | Lý Tương Di - Lý Liên Hoa                    | Tăng Thuấn Hy, Tiêu Thuận Nghiêu                                           | Nam chính |
| 2023          | Chưa chiếu    | Anh Hùng Chí (英雄志)                                                                | Lư Vân                                       | Vương Thiên Nguyên, Lý Nhất Đồng                                           | Nam chính |
| 2024          | Chưa chiếu    | Hồ Yêu Tiểu Hồng Nương: Vương Quyền Thiên (狐妖小红娘王权篇)                         | Vương Quyền Phú Quý                          | Lý Nhất Đồng, Quách Tuấn Thần, Trương Trí Nghiêu                           | Nam chính |
| 2024          | Chưa chiếu    | Phó Sơn Hải (赴山海) (The Journey Of Legend)                                         | Tiêu Thu Thủy - Lý Trầm Chu - Tiêu Minh Minh | Trương Trí Lâm, Cổ Lực Na Trát, Khưu Tâm Chí, Lữ Tụng Hiền                 | Nam chính |
| 2024 - 2025   | Chưa chiếu    | Trường An Hai Mươi Bốn Kế (长安二十四计) (The Vendetta Of An)                        | Tạ Hoài An                                   | Lưu Dịch Quân, Vương Kính Tùng                                             | Nam chính |

### Phim điện ảnh
| Khởi quay   | Năm phát sóng  | Tên phim                                        | Vai diễn         | Bạn diễn                                       | Ghi chú   |
| ----------- | -------------- | ----------------------------------------------- | ---------------- | ---------------------------------------------- | --------- |
| 2009        | 2012           | Giao Thừa (亲家过年)                            | Tiểu Tiểu Hùng   | Lưu Vân, Văn Chương, Thái Minh                 | Vai phụ   |
| 2011        | 2012           | Quỷ Ái (诡爱)                                   | Tô Dương         | Tân Chỉ Lôi                                    | Nam chính |
| 2012        | 2013           | Love Drift (爱·漂移)                            | Tiểu Nghị (小毅) | Tân Chỉ Lôi                                    | Nam chính |
| 2012        | 2013           | Quá Muộn Để Yêu Em (原谅我，来不及爱你)         | Lưu Tiểu Thành   | Uẩn Tâm, Đường Văn Long                        | Nam chính |
| 2013        | 2014           | Nguyệt Mộng Kỳ Duyên (月梦奇缘)                 | Yu Zhan (于展)   | Li Yi Yi (李依伊)                              | Nam chính |
| 2013        | 2014           | Kí Túc Xá Nữ Sinh (女生宿舍)                    | Cao Mộ Nam       | Uẩn Tâm, Triệu Đa Na, Doãn Chính               | Nam chính |
| 2014 - 2015 | 2015           | Không Thể Nào (Impossible) (不可思异)           | Điền Dã          | Vương Tiểu Cường, Tiểu Thẩm Dương, Tân Chỉ Lôi | Vai phụ   |
| 2017        | Chưa phát hành | Cuộc Giải Cứu Lớn (The Big Rescue) (营救汪星人) | Thành Bân        | Arale Thôi Nhã Hàm                             | Nam chính |

## Âm nhạc & Chương trình truyền hình
Âm nhạc
| Năm phát hành | Tên bài hát                                                                         | Ghi chú |
| ------------- | ----------------------------------------------------------------------------------- | --- |
| 2012          | Lời thề hoa hồng tình yêu (蔷薇恋誓)                                                | Bài hát chủ đề của phim Quỷ Ái |
| 2016          | Bóng bay tỏ tình (告白气球)                                                         | Biểu diễn vào Lễ hội Kinh kịch Quốc gia năm 2016 của Đài truyền hình An Huy |
| 2017          | Lời tạm biệt trước kia (再见以前)                                                   | Single |
| 2017          | Nếu anh hết lòng yêu em (如果我深爱着你-If I Love you deeply)                       | Single |
| 2019          | Sống như sóng cuồng(生如狂澜)                                                       | OST phim Đạo mộ bút ký: Hải Nộ Tiềm Sa kết hợp cùng với Hầu Minh Hạo, Trương Bác Vũ |
| 2020          | Thủ (守)                                                                            | OST phim Lưu Ly Mỹ Nhân Sát |
| 2020          | Tình nhân chú và Mưa tháng Sáu《情人咒》&《六月的雨》                               | Biểu diễn trong Đêm hội Giao thừa 31-12-2020 của Truyền hình vệ tinh Chiết Giang - Bạn đồng diễn Trương Bích Thần (Tình nhân chú) |
| 2021          | Hậu sinh khả úy (后生可畏)                                                          | Đêm hội Ngũ Tứ Đài CCTV - Bạn đồng diễn 张晓涵、戚琦 |
| 2021          | Bài ca về hai cậu bé chăn cừu                                                       | MV bài hát dâng Đảng |
| 2021          | Tương thủ (相守)                                                                    | OST phim Dữ Quân Ca |
| 2021          | Xuân Thiên Dao                                                                      | Song ca với Châu Bút Sướng_Biểu diễn đêm cuối năm trên Đài Trung Ương CCTV |
| 2022          | Vong xuyên                                                                          | OST Trầm Vụn Hương Phai |
| 2023          | Ngay trên giang hồ Nhân thế quá vội vã                                              | OST phim Liên Hoa Lâu |
| 2023          | Sơn ngoại Thiên hạ Nhân thế quá vội vã Ngay trên giang hồ Rẽ bước Đao kiếm như mộng | Đêm hội "Liên hoa lâu - Ngay trên giang hồ" tổ chức vào ngày 16/09/2023 tại Nhà hát lớn Ô Trấn, Chiết Giang Bạn đồng diễn: Tăng Thuấn Hy, Tiêu Thuận Nghiêu (Sơn ngoại, Thiên hạ) Bạn đồng diễn: Nghiêm Nghệ Đan (Nhân thế quá vội vã) Tốp ca: Nghiêm Nghệ Đan, Tăng Thuấn Hy, Tiêu Thuận Nghiêu, Vương Hạc Nhuận, Trần Đô Linh, Trần Ý Hàm, Hạ Cương (Ngay trên giang hồ) |
| 2023          | Một vò rượu liên hoa                                                                | OST phim Liên Hoa Lâu Biểu diễn tại Đêm hội Song Thập Nhất Tmall 11.11.2023 của Đài truyền hình vệ tinh Hồ Nam vào ngày 10/11/2023 |
| 2023          | Thiên hạ                                                                            | Biểu diễn tại Đêm hội gào thét IQIYI 2023 được tổ chức vào ngày 25/11/2023 Bạn đồng diễn: Tăng Thuấn Hy, Tiêu Thuận Nghiêu |
| 2023          | Nhược mộng Hồng trần lục Nhân thế quá vội vã                                        | OST phim Dữ Quân Ca OST phim Trầm Vụn Hương Phai OST phim Liên Hoa Lâu Biểu diễn tại "Đêm Bất Ngờ Tuyệt Vời" của Douyin vào ngày 28/12/2023 |
| 2023          | Ngay trên giang hồ Thiên nhai                                                       | Biểu diễn tại "Đêm giao thừa 2023 - 2024" của Đài truyền hình vệ tinh Hồ Nam vào ngày 31/12/2023 |
| 2024          | Nhậm Tiêu Dao                                                                       | Biểu diễn tại sân khấu "Thịnh điển nghe nhìn Internet 2024" phát sóng vào ngày 03/02/2024 |
| 2024          | Phó Hồng Trần (OST phim Phó Sơn Hải) (赴红尘) Đứa Trẻ Ngốc (笨小孩)                 | Biểu diễn tại "Đêm giao thừa 2024 - 2025" của Đài truyền hình vệ tinh Hồ Nam vào ngày 31/12/2024 |

Chương trình truyền hình
| Năm phát hành | Tên chương trình                                                                         | Vai trò    | Ghi chú                                                  |
| ------------- | ---------------------------------------------------------------------------------------- | ---------- | -------------------------------------------------------- |
| 2014          | Tham gia "Thân ái, cố lên!" tập 15/7/2014 Chủ đề: Trò chơi đột phá dành cho các ngôi sao | Khách mời  | Chương trình của Đài truyền hình Hồ Nam                  |
| 2016          | Grade One Graduation (一年级·毕业季) Season 1                                            | Thành viên | Chương trình của Đài truyền hình Hồ Nam                  |
| 2016          | Happy Camp (快乐大本营) tập 27/8/2016_Tuyên truyền phim "Thanh Vân Chí"                  | Khách mời  | Chương trình của Đài truyền hình Hồ Nam                  |
| 2020          | Keep running, Hoàng Hà Thiên (奔跑吧·黄河篇)                                             | Khách mời  | Chương trình của Đài truyền hình Hàng Châu - Chiết Giang |
| 2020          | Happy Camp (快乐大本营) tập 21/11/2020                                                   | Khách mời  | Chương trình của Đài truyền hình Hồ Nam                  |
| 2021          | Happy Camp (快乐大本营) tập 28/08/2021                                                   | Khách mời  | Chương trình của Đài truyền hình Hồ Nam                  |
| 2022          | "Nhân viên mới_Mùa Pháp Y" mùa 2 Tham gia tập 1 và 2 ngày 19/3/2022                      | Khách mời  | Chương trình của Đài truyền hình Hồ Nam                  |
| 2022          | Xin chào thứ 7 ngày 24/9/2022_Tuyên truyền phim "Ranh Giới"                              | Khách mời  | Chương trình của Đài truyền hình Hồ Nam                  |
| 2023          | Xin chào thứ 7 ngày 26/8/2023_Tuyên truyền phim "Liên Hoa Lâu"                           | Khách mời  | Chương trình của Đài truyền hình Hồ Nam                  |
| 2025          | Xin chào thứ 7 ngày 17/05/2025_Tuyên truyền phim "Phó Sơn Hải"                           | Khách mời  | Chương trình của Đài truyền hình Hồ Nam                  |

## Giải thưởng
Năm 2016, Thành Nghị đã được vinh danh với giải thưởng "Diễn Viên Trẻ Của Năm" tại giải thưởng Internet Bull Ear lần thứ 7.
Năm 2020, Netizen chọn 10 nhân vật Hoa ngữ được yêu thích nhất 2020, Thành Nghị top 2.
Cũng trong năm này anh nhận được giải thưởng "Nam Diễn Viên Xuất Sắc Thế Hệ Mới 2020" do truyền thông bầu chọn.
Tháng 8 năm 2022 , Thành Nghị trở thành quán quân mùa hè trong Danh sách nhân vật nổi tiếng trên Maoyan.
Ngày 15/12/2022, Thành Nghị nhận giải thưởng ''Nghệ Sĩ Đột Phá Của Năm'' tại đêm hội GQ Thịnh Điển.
Ngày 16/01/2023, Thành Nghị nhận được giải thưởng "Nghệ Sĩ Có Sức Ảnh Hưởng Nhất Trong Năm 2022" tại đêm hội Bách Độ Baidu Phí Điểm.
Ngày 03/11/2023, Thành Nghị nhận được giải thưởng “Diễn Viên Trẻ Xuất Sắc” tại Liên hoan phim truyền hình Trung - Mỹ lần thứ 19 tổ chức tại Los Angeles.
Ngày 25/11/2023, Thành Nghị nhận giải thưởng “Nam Diễn Viên Có Sức Ảnh Hưởng Của Năm” tại Đêm hội gào thét IQIYI tổ chức ở Ma Cao.
Ngày 05/12/2023, Thành Nghị nhận giải thưởng “Diễn Viên Có Sức Thể Hiện Của Năm” tại Đêm hội tầm nhìn Weibo 2023 tổ chức tại Bắc Kinh.
Ngày 14/12/2023, Thành Nghị nhận giải “Nam Diễn Viên Phim Truyền Hình Có Sức Ảnh Hưởng Nhất Năm” và "Ngôi Sao Của Năm" tại Sách trắng Tencent 2023 tổ chức tại Bắc Kinh.
Ngày 24/01/2024, Thành Nghị được Thời báo Bắc Kinh bình chọn là "Nam Diễn Viên Được Yêu Thích Nhất Năm" với vai diễn Lý Liên Hoa/ Lý Tương Di trong bộ phim truyền hình "Liên Hoa Lâu" phát sóng năm 2023.
Ngày 07/12/2024, Thành Nghị nhận giải thưởng “Nam Thần Gào Thét IQIYI 2024” tại Đêm hội gào thét IQIYI 2024 tổ chức ở Ma Cao. Ngoài ra, hai bộ phim anh đóng chính cũng nhận được giải. “Thâm Tiềm” nhận được giải "Phim Truyền Hình Được Người Dùng Mạng Weibo Yêu Thích Nhất". “Phó Sơn Hải” nhận được giải "Bộ Phim Được Hội Viên IQIYI Mong Đợi Nhất".
Ngày 04/01/2025, tại đêm trao giải Tinh Quang Đại Thưởng 2024 của Tencent diễn ra tại Ma Cao, Thành Nghị đã vinh dự nhận được hai giải thưởng: bộ phim "Phó Sơn Hải" nhận được giải "Tác Phẩm Được Mong Đợi Nhất", cá nhân Thành Nghị nhận được giải "Diễn Viên Tinh Quang Của Năm".